# Hermann Günther Grassmann
Hermann Günther Grassmann (Stettino, 15 aprile 1809 – Stettino, 26 settembre 1877) è stato un matematico e linguista tedesco.
Riconosciuto ai suoi tempi come linguista, oggi è stimato soprattutto come matematico. Fu anche fisico, neoumanista, studioso completo ed editore.

## Biografia
Il padre di Hermann Grassmann era Justus Günther Grassmann e sua madre era Johanne Luise Friederike Medenwald, figlia di un ministro del culto di Klein-Schönfeld.
Justus era stato consacrato ministro del culto ma aveva ottenuto, presso il liceo di Stettino, il posto di insegnante di matematica e fisica.
Fu un acuto accademico, scrisse diversi libri scolastici sulla fisica e sulla matematica e inoltre iniziò una ricerca sulla cristallografia.
Johanne e Justus hanno avuto dodici bambini ed Hermann era il terzo. Anche il fratello di Hermann, Robert, è diventato un matematico e i due hanno lavorato insieme in molti progetti.
Quando Hermann era giovane, fu sua madre ad istruirlo, essendo una donna di vasta cultura. Poi frequentò una scuola privata, prima di entrare al liceo di Stettino, dove insegnava suo padre.
La maggior parte dei matematici di solito fa una buona impressione ai propri insegnanti già in tenera età, ma sorprendentemente, pur avendo eccellenti opportunità di istruzione appartenendo ad una famiglia incline all'educazione, Hermann non eccelse nei primissimi anni di liceo.
Suo padre pensava che Hermann dovesse puntare ad un lavoro manuale come il giardiniere o l'artigiano.
A Hermann piaceva la musica e imparò a suonare il piano. Man mano che proseguiva la scuola, lentamente migliorò e nel momento in cui sostenne gli ultimi esami di scuola secondaria, a 18 anni, si classificò secondo nella scuola.
Essendosi dimostrato alla fine un allievo molto competente, Hermann decise di studiare teologia e nel 1827 andò a Berlino con suo fratello maggiore per studiare presso l'Università di Berlino.
Frequentò i corsi di teologia, lingue classiche, filosofia e letteratura mentre non sembra che abbia frequentato alcun corso di matematica o fisica.
Sebbene sembri che Hermann non abbia avuto alcuna istruzione universitaria formale in matematica, era questa la materia che lo interessava al suo ritorno a Stettino nell'autunno del 1830, dopo aver completato i suoi studi universitari a Berlino.
Chiaramente, l'influenza di suo padre fu importante nell'avviarlo in quella direzione, e decise che sarebbe diventato un insegnante di matematica, ma era anche determinato a intraprendere ricerche matematiche per conto proprio.
Dopo un anno, trascorso a svolgere ricerche matematiche e a prepararsi per presentarsi all'esame per insegnare al liceo, Hermann andò a Berlino nel dicembre del 1831, per sostenere gli esami necessari.
Si ritiene che le sue prove scritte non abbiano avuto una buona valutazione, dal momento che i suoi esaminatori gli diedero la licenza di insegnare solo ai livelli più bassi del liceo. Gli fu detto che, prima di poter insegnare ai livelli superiori, avrebbe dovuto sostenere nuovamente gli esami e dimostrare una maggiore conoscenza degli argomenti per cui si era presentato.
Nella primavera del 1832 fu nominato insegnante assistente al liceo di Stettino.
Fu circa in questo periodo che egli fece le due prime scoperte matematiche significative, che erano destinate a condurlo alle importanti idee che avrebbe sviluppato alcuni anni più tardi. Nella premessa del suo “Die Lineale Ausdehnungslehre, ein neuer Zweig der Mathematik” (Teoria dell'estensione lineare, un nuovo ramo della matematica – 1844), Grassmann descrive come era stato condotto a queste idee, già dal 1832 circa.
Nel 1834 Grassmann iniziò ad insegnare matematica alla Gewerbeschule di Berlino. Un anno dopo tornò a Stettino ad insegnare matematica, fisica, tedesco, latino, e religione in una nuova scuola, la Otto Schule.  Questo elevato numero di materie rivela il fatto che egli era ancora abilitato ad insegnare solo nelle scuole a livello più basso. Durante i successivi quattro anni, Grassmann superò gli esami che gli permisero di insegnare matematica, fisica, chimica e mineralogia nelle scuole secondarie di qualsiasi livello.
Grassmann si sentiva in parte rattristato dal fatto di insegnare solamente in una scuola secondaria, nonostante fosse in grado di produrre della matematica innovativa. Nel 1847, divenne un "Oberlehrer". Nel 1852, gli venne assegnato l'incarico che in precedenza era stato di suo padre al ginnasio di Stettino, e assunse quindi il titolo di professore. Nel 1847, fece richiesta al ministro prussiano dell'educazione di essere preso in considerazione per un incarico universitario, e il ministro chiese a Kummer la sua opinione su Grassmann. Kummer rispose scrivendo che il saggio di Grassmann, premiato nel 1846, conteneva "(...) buon materiale espresso in forma carente". Lo scritto di Kummer pose fine alla speranza che Grassmann potesse ottenere un posto universitario. Questo episodio conferma il fatto che le autorità con le quali Grassmann aveva avuto contatti non avevano riconosciuta l'importanza delle sue idee.
Durante i tumulti politici in Germania del 1848-1849, Hermann e Robert Grassmann stamparono un giornale a Stettino per sostenere l'unificazione tedesca sotto una monarchia costituzionale. (Questo si verificò nel 1866?.) Dopo aver scritto una serie di articoli sulla legge costituzionale, Hermann abbandonò il giornale, trovandosi sempre di più in disaccordo con la sua direzione politica.
Grassmann ebbe undici figli, sette dei quali raggiunsero l'età adulta. Uno dei figli, Hermann Ernst Grassmann, divenne professore di matematica all'Università di Giessen.

## Matematica
Fra i vari argomenti dei quali Grassmann si occupò vi fu anche un saggio sulla teoria delle maree. Egli lo fece nel 1840, prendendo la teoria di base dalla Méchanique analytique di Joseph-Louis Lagrange e dalla Méchanique céleste di Laplace, ma esponendo questa teoria facendo uso dei metodi sui vettori che aveva sviluppato dal 1832. Questo saggio, pubblicato per la prima volta nei Collected Works del 1894-1911, contiene la prima testimonianza nota di quella che oggi si chiama algebra lineare e della nozione di spazio vettoriale. Egli sviluppò questi metodi nei suoi lavori noti come A1 e A2.
Nel 1844, Grassmann pubblicò il suo capolavoro, Die Lineale Ausdehnungslehre, ein neuer Zweig der Mathematik, da qui in poi indicato come A1 e comunemente indicato come Ausdehnungslehre che traduciamo come "teoria dell'estensione" o "teoria delle grandezze estensive". Poiché l'Ausdehnungslehre propone dei nuovi fondamenti per tutta la matematica, il lavoro comincia con definizioni piuttosto generali di natura filosofica. Grassmann quindi dimostrò che se la geometria fosse stata messa nella forma algebrica che egli sosteneva, allora il numero tre non avrebbe avuto un ruolo di privilegio come numero di dimensioni spaziali; il numero di possibili dimensioni di interesse per la geometria è infatti infinito.
Fearnley-Sander (1979) descrive la fondazione dell'algebra lineare di Grassmann in questo modo:
Seguendo un'idea del padre di Grassmann, A1 definì anche il prodotto esterno, chiamato anche "prodotto combinatorio" (In tedesco: äußeres Produkt o kombinatorisches Produkt), l'operazione chiave nell'algebra che oggi conosciamo come algebra esterna. (Occorre tener presente che ai tempi di Grassmann, l'unica teoria assiomatica disponibile era la Geometria euclidea, e che la nozione generale di algebra astratta non era ancora stata definita.) Nel 1878, William Kingdon Clifford unì l'algebra esterna con i quaternioni di William Rowan Hamilton sostituendo la regola di Grassmann epep = 0 con la regola epep = 1. Per maggiori dettagli vedere algebra esterna.
L'Ausdehnungslehre fu un testo rivoluzionario, troppo innovativo per i suoi tempi per poter essere apprezzato. Grassmann lo sottopose come tesi di laurea, ma Möbius si considerò incapace di valutarlo e lo inoltrò a Ernst Kummer, che lo rifiutò senza sottoporlo ad attenta lettura. Nei successivi 10 anni Grassmann scrisse una serie di lavori applicando la sua teoria dell'estensione, inclusa una Neue Theorie der Elektrodynamik del 1845, e diversi lavori sulle curve e le superfici algebriche, nella speranza che queste applicazioni potessero spingere gli altri a prendere più seriamente la sua teoria.
Nel 1846, Möbius invitò Grassmann ad una competizione per risolvere un problema originariamente posto da Leibniz: ideare un calcolo geometrico privo di coordinate e proprietà metriche. Geometrische Analyse geknüpft an die von Leibniz erfundene geometrische Charakteristik di Grassmann, fu l'idea vincitrice. Occorre comunque dire che il risultato di Grassmann fu l'unico. In ogni modo, Möbius, che era uno dei giudici, criticò il modo in cui Grassmann introdusse la nozione astratta senza dare al lettore nessuna intuizione di come queste nozioni fossero valide.
Grassmann scrisse anche di cristallografia, elettromagnetismo, e meccanica. Nel 1861 Grassmann espose la prima formulazione assiomatica dell'aritmetica, facendo largo uso del principio di induzione. Peano e i suoi successori citarono ampiamente questo lavoro a partire dal 1890. Curiosamente, Grassmann (1861) non era mai stato tradotto in inglese.
Nel 1862, Grassmann, sperando di ottenere il riconoscimento della sua teoria dell'estensione, pubblicò la seconda edizione dell'Ausdehnungslehre, ampiamente riscritta, e contenente l'esposizione definitiva della sua algebra lineare. Il risultato, Die Ausdehnungslehre: Vollständig und in strenger Form bearbeitet, da qui in poi indicato A2, non fu considerato molto meglio di A1, sebbene il metodo di esposizione di A2 anticipasse i libri di testo del ventesimo secolo.
L'unico matematico ad apprezzare le idee di Grassmann durante la sua esistenza fu Hermann Hankel; questi con la sua opera Theorie der complexen Zahlensysteme (1867) aiutò a rendere meglio conosciute le idee di Grassmann. Questo lavoro 
(l'introduzione di Hankel nel Dictionary of Scientific Biography, New York, 1970-1990)
I metodi matematici di Grassmann impiegarono tempo ad essere adottati ma essi influenzarono direttamente Felix Klein e Élie Joseph Cartan. La prima monografia di A. N. Whitehead, Universal Algebra del 1898, includeva la prima esposizione sistematica in inglese della teoria dell'estensione e dell'algebra esterna. La teoria dell'estensione venne applicata nello studio delle forme differenziali e nelle applicazioni di tali forme all'analisi e alla geometria. La geometria differenziale fa uso dell'algebra esterna. Per una introduzione all'importanza del lavoro di Grassmann nella fisica matematica si veda Penrose (2004: capp. 11, 12).

## Linguistica
Dispiaciuto per la sua incapacità di essere riconosciuto come matematico, Grassmann si dedicò alla linguistica storica. Scrisse libri di grammatica tedesca, catalogò canzoni popolari, e imparò il sanscrito. Il suo dizionario e la sua traduzione dell'ayurveda (ancora in stampa) ebbero un buon riconoscimento fra i filologi. Formulò una legge relativa ai fonemi delle lingue indoeuropee, ora chiamata in suo onore legge di Grassmann.
Queste qualità filologiche furono riconosciute durante la sua vita; fu ammesso nella American Oriental Society e nel 1876, ricevette una laurea ad honorem dall'Università di Tubinga.